# Herbert Klein (Politiker, 1930)

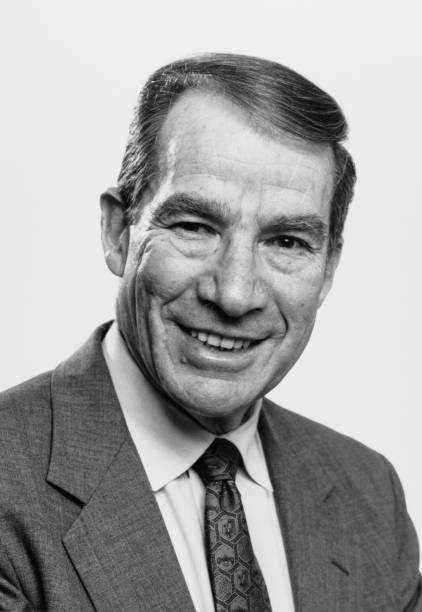
Herb Klein (1993)

Herbert C. „Herb“ Klein (* 24. Juni 1930 in Newark, New Jersey; † 24. November 2023) war ein US-amerikanischer Politiker (Demokratische Partei). Zwischen 1993 und 1995 vertrat er den Bundesstaat New Jersey im US-Repräsentantenhaus.

## Werdegang
Herbert Klein besuchte bis 1947 die Hillside High School und studierte danach bis 1951 an der Rutgers University in New Brunswick. Nach einem anschließenden Jurastudium an der Harvard University und seiner 1953 erfolgten Zulassung als Rechtsanwalt begann er in Clifton in diesem Beruf zu arbeiten. In den Jahren 1954 bis 1956 diente Klein in der United States Air Force. Danach studierte er noch bis 1957 an der New York University in New York City. Gleichzeitig schlug er als Mitglied der Demokratischen Partei eine politische Laufbahn ein. Zwischen 1980 und 1985 war er Ortsvorsteher von Clifton. Von 1971 bis 1976 gehörte Klein der New Jersey General Assembly an. Zwischen 1977 und 1981 war er Geschäftsführer der Demokraten im Passaic County.
Bei den Kongresswahlen des Jahres 1992 wurde Klein im achten Wahlbezirk von New Jersey in das US-Repräsentantenhaus in Washington, D.C. gewählt, wo er am 3. Januar 1993 die Nachfolge von Robert A. Roe antrat. Da er im Jahr 1994 nicht bestätigt wurde, konnte er bis zum 3. Januar 1995 nur eine Legislaturperiode im Kongress absolvieren. Nach dem Ende seiner Zeit im US-Repräsentantenhaus trat Herb Klein politisch nicht mehr in Erscheinung.
Am  24. November 2023 verstarb Herbert Klein im Alter von 93 Jahren.